# Korsløkke
Korsløkke er er navnet på en bydel ved Korsløkke Sogn i den del sydøstlige af Odense.

## Beskrivelse af kvarteret
Den indre del af Korsløkke blev bygget i 1930'erne. Det er området omkring Rødegårdsvej, der består af tre til fire etages ejendomme i mursten. Lejlighederne var oprindeligt beboet af børnerige arbejder -og håndværkerfamilier. I dag bor der mange studerende i kvarteret. De studerende tiltrækkes af den korte afstand til centrum og Syddansk Universitet.
Korsløkkeskolen var i 1950'erne Odenses største skole. Korsløkkeskolen er i dag omdannet til kursuscenter for Odense.
Korsløkke har en blandet boligmasse med ejendomme fra 1930'erne, villaer og en familieshuse fra 1930-1950'erne, etagebyggeri fra 1950'erne samt en kolonihaveforening og ældreboliger.
Den østligste del af Korsløkke Sogn består af området om den gamle landsby, Ejby (Korsløkke Sogn) samt Korsløkkeparken på og omkring Nyborgvej - også kendt som kilometerhusene.

## Stednavnet
Navnet Korsløkke stammer fra  et kors, der stod i en ”løkke”, hvilket vil sige på en mark. Korset stod ved Nyborgvej - i det kryds, hvor Nyborgvej nu møder Ejbygade/Ørbækvej – og hvor letbanestationen af samme navn skal ligge. På flere gamle kort omtales gården ”Korsløkke” som ”Korslykke”. Det er en sproglig misforståelse; Korsløkke skyldes som nævnt et kors på en mark/"løkke". Stednavnet Korsløkke har også givet navn til gården Korsløkke, der var en af de oprindelige 14 gårde i landsbyen Ejby i Korsløkke Sogn.
Korsløkke-navnet er bevaret og kan i dag genfindes flere steder i området: Korsløkke Sogn, Korløkke Kirkegård, Korsløkkeparken og Korsløkke Børnehjem.